# Yvonne George
Yvonne George, nome d'arte di Yvonne Deknop (Bruxelles, 1895 – Genova, 1930), è stata una cantante e attrice belga.

## Biografia
Ebbe una carriera di successo ma assai breve. In patria aveva esordito calcando le scene teatrali come pupilla del grande drammaturgo Maurice Maeterlinck, recitando sia testi classici che d'avanguardia. Durante la Grande Guerra fu segnata dal clima brutale dell'occupazione del Belgio da parte delle truppe tedesche. Due versioni, contrastanti ma non inconciliabili, ricostruiscono questo periodo della sua vita. Secondo alcune fonti sarebbe diventata l'amante dell'ufficiale tedesco Hermann von Wedderkop, letterato e critico d'arte, che ricoprì la carica di commissario di Bruxelles; secondo altre testimonianze, costretta per sopravvivere ad esibirsi nei locali notturni avrebbe subito uno stupro ad opera della soldataglia: per reazione le sue scelte sessuali si sarebbero indirizzate verso un lesbismo o un bisessualismo non sempre intrisi di reali motivazioni affettive che l'avrebbero votata a una tetra inquietudine solo in parte stemperata dalla possente vocazione artistica.
Trasferitasi in Francia nel 1920, scritturata come cantante dall'impresario Paul Franck, si legò d'amicizia con Jean Cocteau che la fece esibire negli ambienti intellettuali parigini, come il Boeuf sur le toit o il cabaret Chez Fysher, dove era accompagnata al piano rispettivamente da Jean Wiener e Georges Van Parys. La sua consacrazione avvenne nel 1925 all'Olympia. Nei grandi music-hall come l'Empire o il Bobino fu spesso contestata dal pubblico, sconcertato dal suo stile (un miscuglio contraddittorio e modernissimo di immedesimazione empatica e meticolosità quasi maniacale di esecuzione), che la tacciava di intellettuale e le rimproverava la sua emancipazione. Tuttavia si forgiò un cerchio di ammiratori – tra cui il poeta surrealista Robert Desnos che provò per lei un intenso sentimento non corrisposto che gli ispirò alcune delle più belle poesie d'amore della letteratura francese del Novecento, lo scrittore Henri Jeanson, che la difese strenuamente nei suoi articoli giornalistici, e l'impresario-autore Jacques Charles, uno dei padri della rivista francese e suo sincero estimatore – che riconobbero in lei la creatrice della “canzone letteraria”. Vestita di nero, il viso pallido ed espressivo all'estremo, Yvonne George interpretava sulla scena le sue canzoni come altrettanti pezzi teatrali, ricorrendo spesso alla mimica o ai modi delle grandi attrici tragiche. Non era tanto la musica che la ispirava, che la trasportava, quanto le potenzialità interpretative offerte dal testo. Diceva: “La canzone? È un'occasione per essere un'altra”. Compì tournée a New York, Londra, Barcellona. Per lei composero brani i maggiori musicisti e parolieri dell'epoca: Jean Lenoir, Maurice Yvain, Charles Borel-Clerc. Ma i suoi pezzi preferiti erano le canzoni del folklore marinaio, come Valparaiso, armonizzata da Georges Auric, che portò al successo all'Olympia. Fu spesso fotografata da Man Ray e Kees Van Dongen disegnò per lei una splendida affiche ritraendone il bel volto di diseuse sensuale e implorante.
Trascinata in una vita mondana trepidante, spese le sue forze senza risparmiarsi, ma soprattutto divenne tributaria della droga. Tutto ciò rappresentava senza dubbio un tentativo di fuggire a una vita d'intima solitudine e preda di molteplici contraddizioni. La salute di Yvonne George ne risultò presto compromessa. Minata dalla tubercolosi, intossicata dalla morfina e dall'oppio, cercò tardivamente di curarsi, rinunciando all'alcool e al tabacco e soggiornando presso un sanatorio in Svizzera. Ma fu tutto inutile. Fuggita dal sanatorio, in cerca di conforto negli adorati orizzonti marini, raggiunse il porto di Genova alloggiando all'Hotel Miramare dove si spense nella notte tra il 21 e il 22 aprile 1930. Il suo corpo fu riportato a Parigi e cremato. Di lei ci restano una ventina di incisioni originali, registrate tra il 1925 e il 1928, rivelatrici della sua ammaliante arte interpretativa che ne fanno un'antesignana delle grandi cantanti della tradizione intimista francese, da Édith Piaf a Barbara a Juliette Gréco.

## Discografia parziale
- J'ai pas su y faire (Cartoux - Costil – Yvain, 1925)
- C'est pour ça qu'on s'aime (Telly - Borel-Clerc, 1925)
- Le petit bossu (tradizionale, 1925)
- Je te veux (Erik Satie, 1925)
- J'ai pas su y faire (seconda versione, 1926)
- You Know You Belong to Somebody Else (1926)
- Pars (Lenoir, 1926)
- Chanson de marin - Valparaiso (tradizionale – Auric, 1926)
- Toute une histoire (Jeanson, 1926)
- La mort du bossu (seconda versione, 1926)
- Adieu chers camarades (tradizionale, 1926)
- Ô Marseille (Wiener, 1927)
- Chanson de route (Wiener, 1927)
- C'est pour ça qu'on s'aime (seconda versione, 1928)
- Si je ne t'avais pas connu (Boyer - Boyer - Verdun, 1928)
- J'ai pas su y faire (terza versione, 1928)
- Le bossu (terza versione, 1928)
- Les Cloches de Nantes (tradizionale, 1928)
- L'autre (Lenoir, 1928)

## Teatro
La conoscenza e la valorizzazione della figura di Yvonne George in Italia si devono allo scrittore, ricercatore e regista Riccardo Mazzoni che le ha dedicato una serie di conferenze e seminari e il suo spettacolo teatrale Il segreto della stella, ideato nel 1987 e ripreso nel 2006 e nel 2010, la cui attuale versione è interpretata dall'attrice Rebecca Palagi. La struttura dello spettacolo è quella di un monologo con brevi inserti sonori e visivi. Il testo è costituito dal racconto in prima persona dei momenti salienti della vita di Yvonne George alternati da un libero assemblaggio dei brani che Robert Desnos scrisse per lei. Per questi ultimi l'invenzione drammaturgica consiste nel ribaltare l'io-recitante di Desnos nell'io-recitante di Yvonne George: la celebre poesia “Ho tanto sognato di te che perdi la tua realtà” diventa quindi “Hai tanto sognato di me che perdo la mia realtà”; tornando da un indefinito aldilà, Yvonne George s'impossessa delle parole di Robert Desnos – in una sorta di estremo atto di redenzione teatrale – accentuando il carattere fantasmatico della rappresentazione. Secondo le intenzioni registiche di Mazzoni, nel loro insieme gli elementi rappresentativi concorrono a fare dello spettacolo l'equivalente di un'esperienza medianica.